# Обсерватория Тейде
Обсерватория Тейде — астрономическая обсерватория, основанная в 1964 году на острове Тенерифе, Канарские острова, Испания. Руководство обсерваторией осуществляется Канарским институтом астрофизики. Является одной из первых международных обсерваторий в мире, в которой были установлены телескопы разными странами, так как в данной местности отличные астроклиматические условия. Позднее основные оптические наблюдения были перенесены на Обсерваторию Роке-де-лос-Мучачос на Ла-Пальму. Обсерватория Тейде считается одной из крупнейших обсерваторий мира.

## Инструменты обсерватории
- Солнечные телескопы:

- Солнечный вакуумный башенный телескоп[англ.] D=70 см, установлен в 1989 году, Германия
- Солнечный телескоп THEMIS, D=90 см, установлен в 1996 году, Италия и Франция
- Солнечный телескоп Gregor, D=150 см, Германия
- Бирмингемская сеть наблюдений солнечных колебаний[англ.] (BiSON), Великобритания

- Звездные телескопы:

- Carlos Sanchez Infrared Telescope (TCS)[англ.], D=152 см, установлен в 1971 году, Великобритания
- Mons reflecting telescope, D=50 см, установлен в 1972 году, Университет Монса (англ.), Бельгия
- IAC-80, D=80 см, установлен в 1991 году, Испания
- OGS Телескоп[англ.], D=1 м, Европейское космическое агентство, установлен в 1998 году
- STARE 10-см телескоп для звёздной астрофизики и поиска экзопланет
- Bradford Robotic Telescope[англ.]: 35-см дистанционный телескоп для образовательных проектов
- STELLA I и STELLA II (en:Halfmann Teleskoptechnik) — роботы-телескопы по 120 см для наблюдения проявлений звездной активности, принадлежит Потсдамскому астрофизическому институту, 2006 год
- SLOOH — дистанционно управляемые телескопы для публичных наблюдений за минимальную плату, США, 2004 год
- MASTER - IAC (МГУ) состоит из двух 40 см телескопов, в куполе Astroshell
- QES - IAC состоит из 8 телескопов диаметром 20 см в куполе Astroshell и предназначен для наблюдений экзопланет

- Радиотелескопы для изучения микроволнового фона:

- 33 ГГц интерферометр
- COSMOSOMAS (англ. COSMOSOMAS) эксперимент (10 и 15 ГГц)
- Very Small Array (англ. Very Small Array) (Очень маленькая антенная решётка) — 14-элементный интерферометр на 30 ГГц

## Направления исследований
- Солнечная физика
- Астрофизика
- Реликтовое излучение

## Основные достижения
- Открыто 11 астероидов около 1998 года, которые уже получили постоянное обозначение[1]
- 1177 астрометрических измерений опубликовано с 1996 по 2010 года[2]

## Известные сотрудники
- C. Zurita
- R. Casas
- E. Vigil
- F. Casarramona